# Sonic the Hedgehog 3 (computerspel)
Sonic the Hedgehog 3 (Japans:ソニック・ザ・ヘッジホッグ3), vaak afgekort tot Sonic 3, is een platformspel uit de Sonic the Hedgehog-franchise. Het spel werd ontwikkeld door Sega Technical Institute in samenwerking met Sonic Team, en werd uitgebracht door Sega in 1994.
Het spel sluit nauw aan op zijn opvolger, Sonic & Knuckles, aangezien de twee spellen eigenlijk gepland waren om als 1 spel te verschijnen. Tijdgebrek dwong de ontwerpers echter het spel op te splitsten in twee delen.

## Verhaallijn
Volgens de Sonic-chronologie speelt het spel zich kort na de gebeurtenissen uit Sonic the Hedgehog 2 af. Dr. Robotniks ruimtestation, de Death Egg, is door toedoen van Sonic uit zijn baan om de aarde geraakt en stort neer.
De Death Egg komt terecht op Angel Island, een mysterieuze zwevende landmassa die door de meesten gezien wordt als een legende. Terwijl Robotnik zijn schip repareert, ontmoet hij de enige inwoner van het eiland: Knuckles. Hij is de laatste overlevende van een oude beschaving, en de bewaker van de meester smaragd. (en chaos smaragden)
Wetende dat Sonic en Tails hem achterna zullen komen, maakt Robotnik Knuckles wijs dat Sonic het op de smaragden heeft voorzien en dat hij gekomen is om ze te helpen beschermen. Kort hierna landen Sonic en Tails op Angel Island. Knuckles valt de twee meteen aan, en neemt de chaos smaragden mee.
Sonic en Tails moeten nu Dr. Robotnik ervan weerhouden de Death Egg te repareren, en ondertussen Knuckles proberen te ontlopen.

## Gameplay

### Veranderingen
Sonic 3 gebruikte een snellere en flexibelere game engine dan in Sonic 2. Dit maakte dat de levels veel uitgebreider konden worden. De levels in Sonic 3 zijn drie keer groter dan in voorgaande spellen, en hebben meerdere routes voor de verschillende personages (elk personage kan dankzij zijn vaardigheden slechts een van de routes gebruiken). Ook hebben de levels een gedetailleerdere omgeving, meer eind- of levelbazen en meer set pieces.
Het spel introduceerde een aantal nieuwe aspecten voor de Sonic-spellen, zoals grotere verhaallijnen die in het hele spel de rode draad vormen, meerdere typen schilden, en nieuwe geluidseffecten. Elk level sluit direct aan op het volgende middels een tussenfilmpje. Derhalve lijken alle levels onderdeel uit te maken van een grote geografische locatie, terwijl in vorige spellen de levels allemaal een andere omgeving hadden.

### Manier van spelen
In singleplayermodus kan de speler kiezen tussen Sonic of Tails. De speler kan enkel met dit personage spelen, of het andere personage mee laten lopen als een NPC. In multiplayermodus kan men met beide tegelijk spelen.
De speler moet zes zones doorlopen, elk bestaande uit twee levels. Het eerste level bevat tussentijds een baas, en level twee heeft een eindbaas. OM het spel geheel uit te spelen moeten ook zeven chaos smaragden worden verzameld in de speciale levels.
Tails en Sonic hebben beide speciale bewegingen. Zo kan Tails korte tijd vliegen of zwemmen. Sonic kan een schild oproepen dat hem voor een fractie van een seconde beschermt tegen de inslag van een projectiel.
De multiplayermodus bevat nog steeds de racefunctie uit Sonic the Hedgehog 2. Maar in plaats van dat levels uit de singleplayermodus worden gebruikt voor deze race, zijn er vijf nieuwe levels toegevoegd aan het spel specifiek voor dit doel.

### Power Ups
De power-ups in het spel bestaan uit drie type schilden. Deze kunnen enkel door Sonic worden gebruikt.
- Bliksemschild: absorbeert alle elektrische aanvallen, en trekt ringen aan. Sonic kan een dubbele sprong en een Boost Blast gebruiken. Het schild kan niet tegen water.
- Vuurschild: absorbeert alle vuuraanvallen, en stelt een personage in staat om over lava te lopen zonder gevolgen. Sonic kan met dit schild een Fireball Spin Dash uitvoeren. Het schild kan eveneens niet tegen water.
- Waterschild: het enige schild dat ook onder water blijft werken. Met dit schild kan Sonic onder water overleven (er is geen tijdlimiet van hoelang hij onder kan blijven). Sonic kan ook een Bubble Bounce sprong gebruiken. Het schild verdwijnt direct zodra Sonic schade oploopt.

### Sonic 3 & Knuckles
Het is mogelijk om Sonic 3 en Sonic & Knuckles aan elkaar te koppelen zodat het één spel werd, alleen werd laatste baas van Sonic 3 verwijderd en ging je dus verder in het eerste level van Sonic & Knuckles.

## Compilaties
De volgende compilaties bevatten het spel:
| naam                                | jaar | platforms                                                                |
| ----------------------------------- | ---- | ------------------------------------------------------------------------ |
| Sonic Jam                           | 1997 | Sega Saturn                                                              |
| Sonic & Knuckles Collection         | 1997 | PC                                                                       |
| Sonic & Garfield Pack               | 1999 | PC                                                                       |
| Sonic Mega Collection               | 2002 | Nintendo GameCube                                                        |
| Sonic Mega Collection Plus          | 2004 | PlayStation 2, Xbox en PC                                                |
| Sonic's Ultimate Genesis Collection | 2009 | Xbox 360 en PlayStation 3                                                |
| Sonic Classic Collection            | 2010 | Nintendo DS.                                                             |
| Sonic Origins                       | 2022 | Nintendo Switch, Playstation 4, Playstation 5, Xbox One, Xbox Series X/S |

## Ontvangst
Hoewel Sonic 3 minder goed verkocht dan Sonic 2, werd het spel goed ontvangen door critici en fans.
| Beoordeeld door                      | Platform        | Datum            | Score |
| ------------------------------------ | --------------- | ---------------- | ----- |
| Sega-16.com                          | Sega Mega Drive | 3 juli 2004      | 100%  |
| The Video Game Critic                | Sega Mega Drive | 9 september 2001 | 100%  |
| Entertainment Weekly                 | Sega Mega Drive | 11 februari 1994 | 100%  |
| GamePro (USA)                        | Sega Mega Drive | maart 1994       | 100%  |
| Electronic Gaming Monthly (EGM)      | Sega Mega Drive | maart 1994       | 95%   |
| Power Unlimited                      | Sega Mega Drive | maart 1994       | 93%   |
| Official Nintendo Magazine           | Wii             | 10 januari 2008  | 93%   |
| Game Players                         | Sega Mega Drive | maart 1994       | 92%   |
| Video Games & Computer Entertainment | Sega Mega Drive | april 1994       | 90%   |
| Gamestyle                            | Xbox 360        | 21 juni 2009     | 80%   |